# Argulus japonicus
Argulus japonicus (ang. Japanese fishlouse) – gatunek należący do skorupiaków z gromady tarczenic i rodziny Argulidae, będących pasożytami zewnętrznymi ryb słodkowodnych.

## Morfologia
Ciało Argulus japonicus jest brązowe i osiąga od 4 do 9 mm długości (samice zazwyczaj są większe) oraz od 3 do 6 mm szerokości, kształtem przypomina okrągłą tarczę.

## Zasięg występowania
Argulus japonicus wywodzi się z Azji. Obecnie jego zasięg rozszerzył się ze względu na handel ozdobnymi karpiami, w związku z czym występuje również w Europie, Afryce oraz Ameryce Północnej.

## Patogeneza
Pasożyt przyczepia się do gospodarza zazwyczaj w okolicach płetwy lub skrzeli i odżywia się jego krwią oraz limfą, które pobiera po przekłuciu skóry ofiary. Nakłucia powodowane przez pasożyta mogą prowadzić do zarażenia gospodarza bakterią Pseudomonas punctata jak również do powstawania pleśniawek.